# Shōgo Arai
Shōgo Arai (荒井正吾, Arai Shōgo) és un polític japonés i l'actual governador de la prefectura de Nara des del 2007. També va ser membre de la Cambra de Consellers del Japó des de 2001 a 2007 dins del Partit Liberal Democràtic (PLD). Arai ha estudiat a la Universitat de Tòquio i a la Universitat de Syracusa, a més d'haver treballat per al govern del Japó. Durant el seu mandat, la prefectura de Nara entrà com a membre de la Unió de Governs de Kansai (UGK) el 2015.

## Biografia
En Shôgo Arai va néixer el 18 de gener de 1947 a la ciutat de Yao, a la prefectura d'Osaka, tot i que va créixer a la ciutat narenca de Yamato-Kōriyama. L'any 1963 va acabar els seues estudis secundàris a Nara i el març de 1968 es va diplomar a la facultat de dret de la Universitat de Tòquio, entrant al mes següent del mateix any a treballar al Ministeri de Transport. Arai continua treballant en el ministeri fins que l'any 1999 és nomenat Secretari de l'Agència de Seguretat Marítima del Japó, càrrec que abandonarà l'any 2001, quan és elegit membre de la Cambra de Consellers del Japó el 29 de juliol per la circumscripció de Nara i com a candidat del Partit Liberal Democràtic (PLD).
L'any 2007, Arai abandona el seu escó a la Cambra de Consellers per tal de presentar-se a les eleccions a governador de la prefectura de Nara d'aleshores. En guanyar les eleccions, sempre amb el suport del PLD i els demobudistes del Kōmeitō, esdevé governador de Nara, substituint així el veterà Yoshiya Kakimoto, governador des de 1991. En l'actualitat (2020), Arai du al càrrec quatre legislatures, la darrera d'elles renovada el 2019. Respecte a l'ingrés de Nara a la Unió de Governs de Kansai en crear-se aquesta el 2010, Arai va mostrar la seua desconfiança a la participació de Nara a l'organització aduïnt una possible disminució de l'autonomia prefectural i un augment d'impostos per tal de mantindre la Unió. No obstant això, finalment la prefectura de Nara va ingressar a l'UGK el 4 de desembre de 2015, sent el darrer membre d'aquesta en integrar-se. Tot i així, Arai ha donat mostres del seu escepticisme respecte la Unió en nombroses ocasions, com quan a l'abril de 2016 va declarar públicament: "Mai no et faces amic de Kyoto ni de l'Unió de Governs de Kansai".